# رآکتور نسل دو

مقایسه اندازه مخازن راکتور نسل دو

راکتور نسل دو (انگلیسی: Generation II reactor)، دسته‌ای از راکتورهای هسته‌ای است که به گروه راکتورهای تجاری ساخته‌شده تا پایان دهه ۱۹۹۰ اشاره دارد. نسخه‌های اولیه و قدیمی‌تر راکتورهای آب فشرده، واکنشگاه آب جوشان، کاندو، پیشرفته گاز سرد، آربی‌ام‌کی و رآکتور انرژی آبی-آبی از جمله آن‌ها هستند.
نسل دوم راکتورها در مقابل نسل اول راکتورها هستند، که به نمونه اولیه راکتورهای قدرت مانند نیروگاه اتمی شیپینگ پورت، نیروگاه هسته‌ای بلوارسک، ماگنوکس، یو ان جی جی، فرمی ۱ و درسدن ۱ اشاره دارند. آخرین راکتور تجاری تجاری Gen I در نیروگاه هسته‌ای ویلفا قرار داشت و در پایان سال ۲۰۱۵ فعالیت خود را متوقف کرد. نام‌گذاری برای طراحی راکتورها، که چهار نسل را نشان می‌دهد، توسط وزارت انرژی ایالات متحده زمانی که مفهوم راکتورهای نسل چهار را معرفی کرد، پیشنهاد شد.
نام راکتور نسل دو برای طرح‌های مدرنیزه‌شده ساخته‌شده پس از سال ۲۰۰۰، مانند راکتور چینی سی پی آر ۱۰۰۰، در رقابت با طرح‌های گران‌تر رآکتورهای نسل سه استفاده می‌شود. رآکتورهای نسل سه نوسازی‌شده راکتورهای نسل دو هستند که شامل سیستم‌های ایمنی بهبودیافته و عمر طراحی ۶۰ ساله است.
طرح‌های راکتور نسل دو عموماً عمر طراحی اولیه ۳۰ یا ۴۰ سال داشتند. این زمان برای دوره‌ای تعیین شد که برای ساخت راکتور وام‌هایی گرفته شده و در خلال بهره‌برداری پرداخت می‌شد. با این حال، بسیاری از راکتورهای نسل دو تا ۵۰ یا ۶۰ سال عمر می‌کنند، و افزایش عمر آن‌ها تا ۸۰ سال نیز ممکن است. در بسیاری موارد ادامه کار راکتور تا ۸۰ سال مقرون به صرفه باشد. تا سال ۲۰۱۳ حدود ۷۵ درصد از راکتورهای فعال ایالات متحده مجوز تمدید عمر تا ۶۰ سال دریافت کردند.
راکتور شماره ۴ چرنوبیل، راکتور نسل دو، آربی‌ام‌کی ۱۰۰۰ بود که منفجر شد.
سه رآکتور تخریب‌شده فوکوشیما دایچی، راکتورهای نسل دو بودند. به‌طور خاص راکتورهای آب جوش مارک ۱ (BWR) که توسط جنرال الکتریک طراحی شده بود. در سال ۲۰۱۶، واحد ۲ در «ایستگاه تولید هسته‌ای واتس بار» به مدار تولید پیوست و احتمالاً آخرین راکتور نسل دو است که در ایالات متحده عملیاتی می‌شود.